# Ghetto di Łomża
Il ghetto ebraico di Łomża fu istituito dalla Germania nazista nella città di Łomża, nella Polonia occupata, il 12 agosto 1941, due mesi dopo l'inizio dell'operazione Barbarossa. Agli ebrei fu ordinato di trasferirsi all'interno del ghetto in un solo giorno. Il numero di uomini, donne e bambini ebrei costretti a entrare nel ghetto variò tra i 10.000 e i 18.000. Oltre ai cittadini di Łomża, furono internati nel ghetto anche i sopravvissuti al pogrom di Jedwabne, gli ebrei di Stawiski, Wizna, Rutki-Kossaki e altre località polacche. Spesso accadeva che venissero stipate sei famiglie all'interno di un'unica stanza. Il ghetto fu liquidato il 1º novembre 1942 e tutti i cittadini vennero deportati a bordo dei treni dell'Olocausto in direzione del campo di sterminio di Auschwitz.

## La storia
Nel luglio 1941, gli ebrei di Łomża ricevettero l'ordine dai tedeschi di istituire uno Judenrat e un'unità di polizia ebraica, al cui comando fu posto Solomon Herbert. In un solo giorno, il 12 agosto 1941, i cittadini ebrei di Łomża furono costretti a trasferirsi nel ghetto appena istituito. La polizia ausiliaria tedesca e quella polacca ispezionarono gli ebrei che entravano nel ghetto, confiscando loro tutti gli oggetti di valore. Il 16 agosto i residenti del ghetto vennero radunati presso il cosiddetto Mercato Verde per essere conteggiati. Al capo dello Judenrat fu consegnata una lista di circa duecento persone accusate di aver collaborato con i sovietici prima dell'operazione Barbarossa; queste vennero portate nella foresta di Giełczyn e trucidate da un reparto delle Einsatzgruppen naziste guidato dall'SS-Obersturmführer Hermann Schaper. Nei giorni successivi, altri ebrei provenienti dai villaggi circostanti, come Piątnica, Jedwabne e Stawiski, vennero rinchiusi nel ghetto. Lo Judenrat chiese il permesso di allargare la struttura del ghetto e i tedeschi accettarono a condizione che gli ebrei pagassero mezzo milione di marchi. Il 17 settembre, tuttavia, prima che cominciassero i lavori di ampliamento, ai residenti del ghetto fu nuovamente ordinato di riunirsi in piazza. I tedeschi separarono coloro che non possedevano una carta di lavoro da quelli a cui invece era stata data. Oltre 2000 uomini e donne furono quindi trasportati in camion nelle foreste di Giełczyn e Sławiec e lì sterminati. In quella stessa data il ghetto venne circondato con del filo spinato e delimitato da una sola uscita, il cui utilizzo richiedeva un permesso speciale della Gestapo. Gli ebrei che lavoravano fuori dal ghetto attraversavano quel cancello due volte al giorno.
Le condizioni igieniche all'interno del ghetto erano precarie e la polizia ausiliaria polacca proibì agli ebrei di importare cibo nel ghetto. Una volta accadde che i poliziotti polacchi picchiarono a morte tre ebrei che avevano contrabbandato del cibo e i loro cadaveri vennero poi appesi ai cancelli del ghetto dai tedeschi. Nell'inverno del 1941 scoppiarono due violente epidemie di dissenteria e di tifo, che uccisero tutti coloro che si ammalarono. Fu allestita una cucina comune che serviva circa mille pasti al giorno. Non c'erano scuole ebraiche, ma vennero aperte delle fabbriche di munizioni, saponerie, industrie di scarpe, stivali e grasso, alcune per iniziativa dello Judenrat; queste imprese realizzavano prodotti per i tedeschi come scarpe, indumenti e pellicce. Il 1º novembre 1942 il ghetto fu circondato dalla polizia d'ordinanza tedesca e la mattina seguente ne fu condotta la liquidazione. La maggior parte degli ebrei, tra gli 8.000 e i 10.000, vennero trasferiti dapprima nel campo di transito di Zambrów e poi al campo di sterminio di Auschwitz. I rimanenti furono internati nel Sammellagger di Kiełbasin, a sud di Grodno, nei campi di Wołkowysk o a Białystok. Solo in pochi riuscirono a fuggire e a trovare rifugio presso le famiglie cattoliche polacche. Il dottor Hefner, membro dello Judenrat, si tolse la vita. Gli ultimissimi internati del ghetto di Łomża rimasero nella caserma di Zambrow fino al 14-18 gennaio 1943, quando vennero inviati ad Auschwitz.